# Poranopsis paniculata
Poranopsis paniculata là một loài thực vật có hoa trong họ Bìm bìm. Loài này được (Roxb.) Roberty miêu tả khoa học đầu tiên năm 1953.

## Hình ảnh

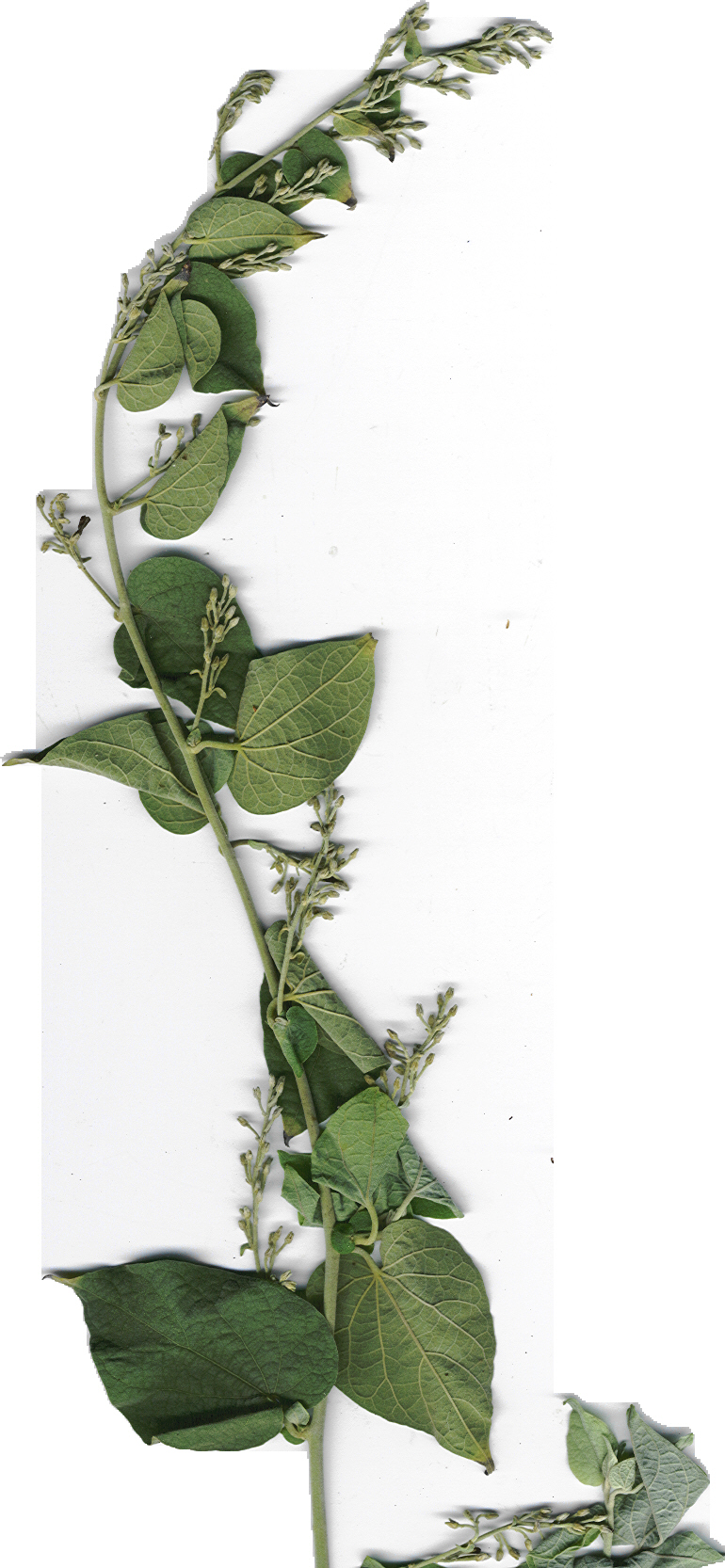
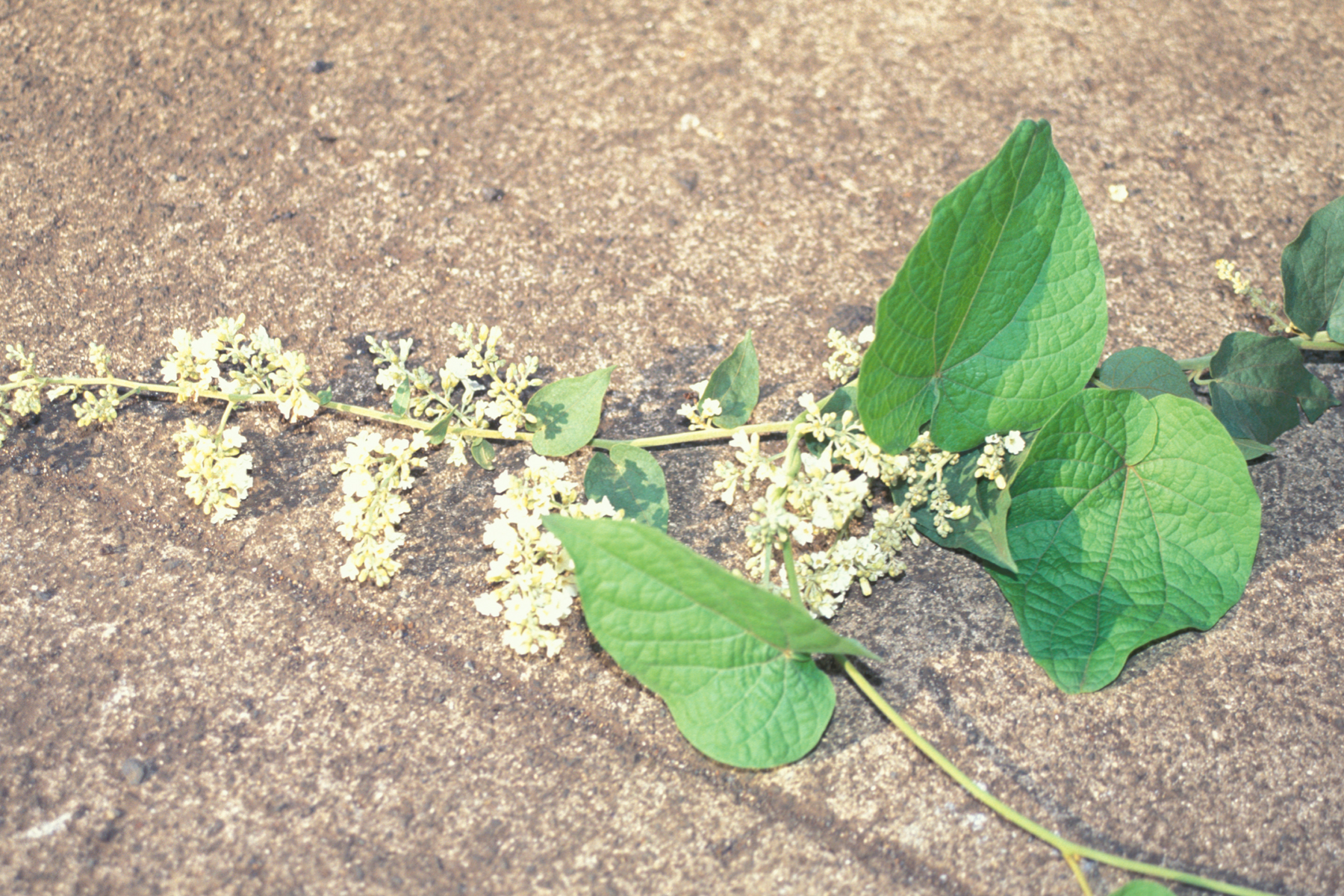
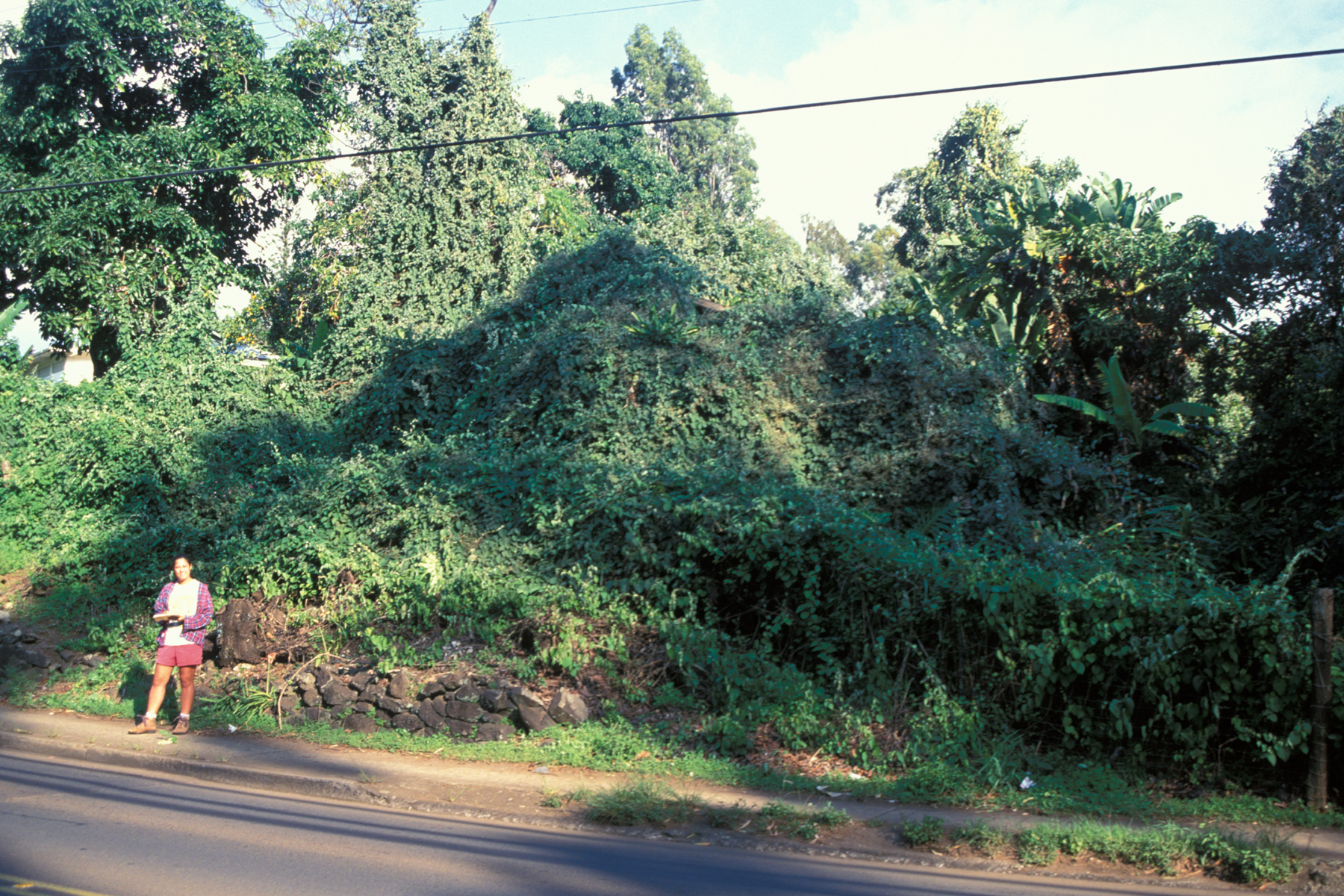